# Giovanni De Gennaro (Kanute)
Giovanni De Gennaro (* 21. Juli 1992 in Brescia) ist ein italienischer Kanute.

## Karriere
Giovanni De Gennaro begann im Alter von sechs Jahren mit dem Kanuslalom. Ihm gelangen zahlreiche Erfolge im Juniorenbereich, darunter Titelgewinne bei Welt- und Europameisterschaften. International trat er bei den Erwachsenen erstmals 2011 an und sicherte sich in diesem Jahr auch sogleich eine Bronzemedaille bei den Weltmeisterschaften in Bratislava, die er im Mannschaftswettbewerb gewann. Zwei Jahre darauf gelang ihm mit der Mannschaft bei den Weltmeisterschaften in Prag der Titelgewinn. Erneut zwei Jahre später belegte er mit der Mannschaft den dritten Platz bei den Europameisterschaften in Markkleeberg.
Seine erste Teilnahme bei Olympischen Spielen erfolgte 2016 in Rio de Janeiro, wo er die Vorrunde im Einer-Kajak auf dem ersten Platz abschloss und ins Halbfinale einzog, das er auf dem neunten Platz beendete. Im Endlauf erzielte er mit 91,77 Punkten das siebtbeste Resultat. Bei den 2021 ausgetragenen Olympischen Spielen 2020 in Tokio beendete er die Vorläufe auf dem zweiten Platz, kam im anschließenden Halbfinale jedoch nicht über den 14. Platz hinaus und schied damit aus. Im selben Jahr wurde De Gennaro in Ivrea im Einzel Vizeeuropameister. 2022 wurde er in Augsburg bzw. Liptovský Mikuláš sowohl Vizeweltmeister als auch Vizeeuropameister im Einzel. Bei den Europaspielen 2023 in Krakau belegte er im Slalom den fünften Platz, im Kajak-Cross kam er nicht über Rang 16 hinaus. In der Einzelwertung gelang De Gennaro 2024 in Ljubljana bei den Europameisterschaften schließlich der Titelgewinn. In Paris ging De Gennaro 2024 bei seinen dritten Olympischen Spielen in insgesamt zwei Disziplinen an den Start. Seinen größten Erfolg feierte er dabei im Einzel. Er schloss zunächst die Vorläufe auf Rang drei ab und qualifizierte sich als Achter des Halbfinals für den Endlauf. In diesem erzielte er mit der Zeit von 88,22 s das schnellste Resultat und wurde Olympiasieger. Damit erhielt De Gennaro vor dem mit 88,42 s zweitplatzierten Franzosen Titouan Castryck sowie Pau Echaniz aus Spanien, der nach 88,87 s die Ziellinie überquerte, als Erstplatzierter die Goldmedaille. Im Kajak-Cross schied er im Viertelfinale aus und belegte Gesamtrang 13.
Seine Schwägerin ist die italienische Kanutin Stefanie Horn, die mit seinem Bruder Riccardo verheiratet ist, der ebenfalls als Kanute aktiv war. De Gennaro startete für die G. S. Forestale und wechselte nach deren Auflösung zum C. S. Carabinieri.